# Uda Tennō

Sello imperial de Japón.El crisantemo estilizado es el símbolo público del emperador de Japón.

Uda Tennō (宇多天皇?) (10 de junio de 867 - 3 de septiembre de 931) fue el 59.º emperador de Japón, según el orden tradicional de sucesión.  Reinó entre 887 y 897. Antes de ser ascendido al Trono de Crisantemo, su nombre personal (imina) era Príncipe Imperial Sadami (Sadami-shinnō).

## Genealogía
Fue el tercer hijo de Kōkō Tennō. Su madre fue la Emperatriz Viuda Hanshi, hija del Príncipe Imperial Nakano (quien era hijo del Emperador Kanmu).
Tuvo cinco consortes imperiales y 20 hijos. Entre sus hijos estaban el Príncipe Imperial Atsumi y el Príncipe Imperial Atsuzane.
En el Antiguo Japón, existieron cuatro clanes nobles, el Gempeitōkitsu (源平藤橘). Uno de estos clanes era el clan Minamoto o Genji. Algunos nietos del Emperador Uda recibieron el apellido Minamoto; este apellido es el más usado para los antiguos nobles. Pero para diferencia a los descendientes de Uda de las otras ramas de la familia Minamoto, se llamó dicha rama como Uda Genji (宇多源氏). Algunos de los Uda Genji se trasladaron a la provincia de Ōmi, y fueron conocidos como Ōmi Genji (近江源氏).
Entre los Uda Genji estaba Minamoto no Masanobu, un hijo del Príncipe Imperial Atsuzane, y fue cortesano. Se convirtió en Sadaijin (Ministro de la Izquierda). Una de las hijas de Masanobu, Minamoto no Rinshi, contrajo matrimonio con Fujiwara no Michinaga y de dicha relación tuvieron como hijos a tres Emperatrices Viudas y dos sesshō.
Entre los descendientes de Masanobu, surgieron varios clanes nobles o kuge como el Niwata, Ayanokōji, Itsutsuji, Ōhara y Jikōji. De su cuarto hijo, Sukeyoshi, nació el clan Sasaki y de este clan, el clan Kyōgoku. Estos descendientes son llamados actualmente como Ōmi Genji. De esta rama, Sasaki Takauji fue uno de los aliados en el shogunato Ashikaga y el clan Amako se creó a partir de su hermano.

## Biografía
El padre del Príncipe Imperial Sadami, Kōkō Tennō, degradó a sus hijos del rango de Príncipes Imperiales con el objetivo de reducir su influencia política y asegurar el control del país. Así el príncipe asumió el apellido Minamoto y se nombró como Minamoto no Sadami.
En 887, Kōkō Tennō estaba preocupado por tener un sucesor, así que Sadami fue promovido a Príncipe Imperial, con el apoyo del kampaku Fujiwara no Mototsune, debido a que Sadami había sido adoptado por una hermanastra de Mototsune. 
A finales del mismo año, el emperador fallece y el Príncipe Imperial Sadami asume el trono a la edad de 20 años, con el nombre de Emperador Uda. El nuevo emperador pidió a Mototsune que lo asistiera como kanpaku, a pesar de que tenía la edad de gobernar, se sentía limitado y que de negar su ayuda, abdicaría como emperador.
En 888, se completa la construcción del templo budista de Ninna-ji, quien sería su nuevo hogar tras su abdicación.
Tras la muerte de Mototsune en 891, otros cortesanos ayudaron al emperador, tales como Fujiwara no Tokihira y Sugawara no Michizane. Este último persuade al emperador de que no envíe más embajadores a China, tradición que realizaban todos los emperadores hasta su reinado.
Durante su reinado, se celebra por primera vez el Festival del Santuario Kamo.
En 897 abdica a la edad de 30 años, a favor de su hijo Daigo Tennō.
Posteriormente en 900, ingresa al templo budista de Ninna-ji y asume el nombre de Kongō Kaku. Fue llamado “el Emperador Enclaustrado de Teiji”, por el nombre del salón donde residía tras su conversión a monje.
Kongō Kaku fallece en 931, a la edad de 65 años. Fue enterrado en las “Siete Tumbas Imperiales” en Ryōan-ji, Kioto. El túmulo dedicado al Emperador Uda se conoce como O-uchiyama; y la tumba fue hecha a través de una restauración de los sepulcros imperiales a finales del siglo XIX por el Emperador Meiji

## Kugyō
Kugyō (公卿) es el término colectivo para los personajes más poderosos y directamente ligados al servicio del emperador del Japón anterior a la restauración Meiji. Eran cortesanos hereditarios cuya experiencia y prestigio les había llevado a lo más alto del escalafón cortesano.
- Kanpaku: Fujiwara no Mototsune (836 – 891)[11]
- Daijō Daijin: Fujiwara no Mototsune[11]
- Sadaijin: Minamoto no Tooru
- Sadaijin: Fujiwara no Yoshiyo
- Udaijin: Minamoto no Masaru
- Udaijin: Fujiwara no Yoshiyo
- Udaijin: Minamoto no Yoshiari
- Nadaijin:
- Dainagon:

## Eras
- Ninna (885 – 889)
- Kanpyō (889 – 898)